# София Оупън
София Оупън (на английски: Sofia Open) е открито първенство по тенис на корт за мъже, провеждано в зала Арена София в София, България.  Турнирът е част от Международната серия на АТП, категория 250. Стартира през 2016 г. Играе се на твърда настилка.
Поради спонсорски причини турнирът се е наричал Гаранти Коза София Оупън. Първото издание е спечелено от испанеца Роберто Баутиста Агут. През 2017 г. турнирът е спечелен от Григор Димитров, който побеждава Давид Гофен във финала със 7 – 5, 6 – 4. През 2020 и 2021 г. шампион е Яник Синер, който се превръща в първият състезател, печелил турнира повече от един път. 
През 2022 г. победител е швейцарецът Марк-Андреа Хюслер, който печели дебютната си титла в Тура, след триумф на финала над един от най-талантливите и перспективни играчи - датчанинът Холгер Руне. Така Хюслер става третият непоставен шампион в историята на турнира след Мирза Башич (2018) и Яник Синер (2020), както и първият левичар, който си тръгва като шампион на Sofia Open. 
Триумфът на Адриан Манарино на Sofia Open 2023 му отреди място и в историята на световния тенис. За 35-годишния французин титлата в „Арена София“ е трета поредна за сезона, след като вдига трофеите на други два турнира от категория АТР 250 – в Нюпорт през юли и в Астана през септември. Така роденият на 29 юни 1988 г. ветеран записа името си редом до тези на Роджър Федерер, Рафаел Надал и Новак Джокович. Освен това Манарино става първият французин с три титли в тура на АТР от 2017 г., когато това постигат Жо-Вилфрид Цонга и Лука Пуй.

## Шампиони на сингъл
| Година | Шампион               | Финалист       | Резултат                          |
| ------ | --------------------- | -------------- | --------------------------------- |
| 2023   | Адриан Манарино       | Джак Дрейпър   | 7 – 6(8 – 6), 2 – 6, 6 – 3        |
| 2022   | Марк-Андреа Хюслер    | Холгер Руне    | 6 – 4, 7 – 6(10 – 8)              |
| 2021   | Яник Синер (2)        | Гаел Монфис    | 6 – 3, 6 – 4                      |
| 2020   | Яник Синер            | Вашек Поспишил | 6 – 4, 3 – 6, 7 – 6(7 – 3)        |
| 2019   | Даниил Медведев       | Мартон Фучович | 6 – 4, 6 – 3                      |
| 2018   | Мирза Башич           | Мариуш Копил   | 7 – 6(8 – 6), 6 – 7(4 – 7), 6 – 4 |
| 2017   | Григор Димитров       | Давид Гофен    | 7 – 5, 6 – 4                      |
| 2016   | Роберто Баутиста Агут | Виктор Троицки | 6 – 3, 6 – 4                      |

## Дати на провеждане
- 2016 – 1 – 7 февруари
- 2017 – 5 – 12 февруари
- 2018 – 5 – 11 февруари
- 2019 – 4 – 10 февруари
- 2020 – 8 – 14 ноември
- 2021 – 26 септември – 3 октомври
- 2022 – 25 септември – 2 октомври
- 2023 – 4 – 11 ноември

## Шампиони по държави
- Испания – 1 (Роберто Баутиста Агут)
- България – 1 (Григор Димитров)
- Босна и Херцеговина – 1 (Мирза Башич)
- Русия – 1 (Даниил Медведев)
- Италия – 2 (Яник Синер – двукратен шампион)
- Швейцария - 1 (Марк-Андреа Хюслер)
- Франция - 1 (Адриан Манарино)